# محمد غوركان أوزتورك
محمد غوركان أوزتورك (بالتركية: Mehmet Gürkan Öztürk)‏ هو لاعب كرة قدم تركي في مركز الهجوم، ولد في 26 مارس 1989 في سينوب في تركيا. لعب مع إسطنبول سبور وتشايكور ريزه سبور ويني ملطية سبور.

## وصلات خارجية
- محمد غوركان أوزتورك على موقع اتحاد تركيا (لاعب) (الإنجليزية)
- محمد غوركان أوزتورك على موقع قاعدة بيانات كرة القدم.إي يو (الإنجليزية)
- محمد غوركان أوزتورك على موقع Soccerway.com (الإنجليزية)
- محمد غوركان أوزتورك على موقع عالم كرة القدم.نت (الإنجليزية)